# Theorie des Partisanen
Theorie des Partisanen. Zwischenbemerkung zum Begriff des Politischen ist der Titel einer 1963 erschienenen Veröffentlichung des deutschen Staatsrechtlers und politischen Philosophen Carl Schmitt. 
Schmitt aktualisiert und erweitert seine frühere Untersuchung zum Begriff des Politischen, auf die er im Untertitel Bezug nimmt. Er stellt dar, welche Auswirkungen der Kalte Krieg und die Massenvernichtungswaffen auf das Verständnis von Politik, Feindschaft und Krieg haben. An der Entwicklung des Partisanen, der durch Irregularität, Mobilität, politisches Engagement und einen tellurischen Charakter bestimmt sei, zum Aktivisten, zeige sich die Entstehung einer neuartigen „absoluten Feindschaft“, die angesichts der Technik des modernen Kriegs den Menschen als solchen negiere und vernichte.

## Entstehungsgeschichtlicher Hintergrund
Nach dem Verlust seines Lehrstuhls 1945 aufgrund seiner Zuarbeit für die Nationalsozialisten begann Schmitts zweite Schaffensphase, in deren Mittelpunkt sein 1950 erschienenes zweites Hauptwerk Der Nomos der Erde steht, in dem er die völkerrechtsgeschichtliche Summe seiner Kriegserfahrungen zog. Im Jahre 1963 veröffentlichte Schmitt im Berliner Duncker & Humblot Verlag seine aus zwei 1962 in Spanien gehaltenen Vorträgen entstandene Abhandlung zur Theorie des Partisanen. Schmitt weist bereits im Vorwort dieses Werkes ausdrücklich auf dessen skizzenhaften Charakter, ja seine „anspruchslose Form einer Zwischenbemerkung“ hin. Schmitt nutzt den sich aus der Exotik seines vordergründigen Themas ergebenden Freiraum, um sich vor dem damaligen Hintergrund des Kalten Krieges seinem eigentlichen Hauptinteresse zuzuwenden, der Differenzierung der Begriffe „Freund“ und „Feind“ – der beiden Kategorien, aus deren Unterscheidung er erst den eigentlichen Begriff des Politischen erwachsen sieht.

## Die vier charakteristischen Kennzeichen des Partisanen
Schmitts Erkenntnisinteresse an der Figur des Partisanen ist rein theoretischer Natur. Er sieht ihn als das letzte wirklich politische Wesen der Gegenwart, das sich einer Subsumtion unter die traditionellen politischen Strukturen verweigert und dadurch als neuer, eigenständiger politischer Typus etabliert. Diese Eigenständigkeit versucht Schmitt anhand von vier charakteristischen Kennzeichen aufzuzeigen, die er jedoch nicht aus einer empirischen Aufbereitung historischen Materials gewinnt, sondern als reine Prämissen verwendet, um so das Fundament seiner Theorie zu schaffen.
Irregularität
Unter Irregularität subsumiert Schmitt die äußere Form der partisanischen Kriegführung, in der dem einzelnen Partisanen gerade nicht die Legitimation des gemeinen Soldaten zugutekommt, da er gegen alle Konventionen des Kriegsvölkerrechts verstößt.
Gesteigerte Mobilität
Unter dem Begriff der gesteigerten Mobilität fasst Schmitt die den objektiv militärisch-technischen Wert des Partisanen ausmachende taktische Bewegungsfreiheit zusammen.
Intensität
Das Kennzeichen der Intensität drückt das gesteigerte politische Engagement aus, welches den Partisanen von anderen Kämpfern unterscheidet – eine innere Haltung, die in einer unbedingten Einsatzbereitschaft sowie einer außergewöhnlichen „Kampfmoral“ zum Ausdruck kommt.
Tellurischer Charakter
Die Erd- und Heimatverbundenheit des Partisanen soll in dem Kennzeichen des tellurischen Charakters zum Ausdruck kommen, den Schmitt als notwendig erachtet, um die prinzipiell defensive Haltung des Partisanen zu begründen, d. h. die Begrenzung seiner Feindschaft, welche ihn vom exportierbaren Terroristen unterscheidet.

## Die Vereinnahmung des Partisanen
Um die Entwicklung vom „defensiv-autochthonen Verteidiger der Heimat“ zum „weltaggressiven, revolutionären Aktivisten“ zu erläutern, beschreibt Schmitt die Entwicklung der Theorie vom „konventionellen“ über den „wirklichen“ zum „absoluten Feind“ als eine revolutionäre Verwendung ursprünglich preußischer Gedanken in einer gedanklichen Linie von Carl von Clausewitz über Friedrich Engels und Lenin zu Josef Stalin und Mao Zedong.
Während Clausewitz zwar den Kriegsbegriff erweitert habe, jedoch gedanklich im Rahmen der Staatlichkeit verblieben sei, sei es Lenin laut Schmitt gelungen, den Krieg seiner Fesselung durch zwischenstaatliche Hegung teilweise zu entziehen, indem er den konventionellen zum revolutionären Kriegsbegriff fortentwickelte. Für Lenin stelle der Krieg sich eben nicht mehr als Auseinandersetzung zwischen verschiedenen Staaten im Rahmen des klassischen Völkerrechts dar, sondern als der „revolutionäre Parteien-Krieg des internationalen Klassenkampfes“. Schmitt impliziert an dieser Stelle recht eindeutig, dass Lenin den zwischenstaatlichen Krieg in sein politisches Instrumentarium aufgenommen habe, da er in ihm einen geeigneten Boden für sich entwickelnde Revolutionen sah.
Lenin war nach Schmitt daher auch der erste, der den Partisanen als eine wichtige Figur des internationalen Bürgerkriegs begriff und daher für seine Zwecke zu instrumentalisieren suchte. Lenin verwirklichte laut Schmitt „Das Bündnis der Philosophie mit dem Partisanen“, indem er das Kennzeichen der „Irregularität“ von seinem ursprünglichen Inhalt als Modus Vivendi der Kriegführung hin zur prinzipiellen Infragestellung bestehender gesellschaftlicher Ordnung erweiterte.
Stalins Konzept des „Großen Vaterländischen Krieges“ habe es dann ermöglicht,
...die wesentlich defensive, tellurische Kraft der patriotischen Selbstverteidigung ... mit der Aggressivität der internationalen Kommunistischen Weltrevolution zu verbinden. Die Verbindung dieser beiden heterogenen Größen beherrscht den heutigen Partisanenkampf auf der ganzen Erde.
Mao schließlich sei die vollständige Integration des Partisanen gelungen, indem er seine Erfahrungen aus zwei Jahrzehnten Partisanenkampf auf heimischem Boden in ein Bauernmilieu verpflanzte und dort auf neue Art weiterentwickelte. Daher sei seine Revolution tellurischer fundiert als die Lenins.

## Die Entwicklung des Feindbildes und ihre Bedeutung im Kalten Krieg

### Der Wandel des Feindbildes
Im Rahmen seiner Ausführungen zur schrittweisen Vereinnahmung des Partisanen durch „aggressive, weltrevolutionäre Kräfte“ geht Schmitt auf die damit einhergehende Veränderung des partisanischen Feindbildes ein.
Das Feindbild als eigentliche Grundlage der Theorien Schmitts liefert zugleich die Grundlage zur Erkenntnis eines sich radikal fortentwickelnden Kriegsverständnisses. Laut Schmitt hatte sich im Verlauf der Kabinettskriege des 18. Jahrhunderts eine so starke Regelhaftigkeit der Kriegführung herausgebildet, dass „der Feind als ein bloß konventioneller Feind zum Gegenspieler eines Kriegsspiels wurde“. Die künstliche Trennung des Völkerrechts zwischen Erklärung und Ausführung der Feindschaft betrachtet Schmitt als seltene Errungenschaft der europäischen Menschheit, da durch sie „der Verzicht auf Kriminalisierung des Kriegsgegners, also die Relativierung der Feindschaft, die Verneinung der absoluten Feindschaft“ ermöglicht worden sei.
In der historischen Figur des Partisanen im Spanischen Bürgerkrieg trat nach Schmitt die Kategorie der wirklichen Feindschaft erneut in Erscheinung. Als einer der entscheidenden Eckpunkte in Schmitts Theorie des Partisanen dient sie zur Unterscheidung zwischen dem autochthon-tellurisch fundierten Partisanen mit grundsätzlich defensiver Grundposition und dem revolutionär-aggressiven Aktivisten des Weltbürgerkrieges, der als primäres Ziel nicht mehr die Verteidigung nationalen Bodens im Blick habe, sondern die Vernichtung des Klassenfeindes im Rahmen des internationalen Bürgerkrieges.
Anknüpfend an Lenins Unterscheidung von Woina (Krieg) und Igra (Spiel) folgert Schmitt, dass für Lenin nur revolutionärer Krieg wahrer Krieg sei, weil er aus absoluter Feindschaft entspringt. Alles andere sei konventionelles Spiel. So „wurde der Krieg zum absoluten Krieg und der Partisan wurde zum Träger der absoluten Feindschaft gegen einen absoluten Feind“.
Auch in Mao erblickt Schmitt noch einen Vertreter der wirklichen Feindschaft. Am Beispiel Maos schildert er, weshalb die wirkliche Feindschaft auch im Kalten Krieg fortdauere:
Dieser ist demnach nicht etwa halber Krieg und halber Friede, sondern eine der Lage der Dinge angepaßte Bestätigung der wirklichen Feindschaft mit anderen als offenen gewaltsamen Mitteln.

### Der technische Aspekt des Partisanentums
Als entscheidendsten Aspekt seiner Betrachtung des modernen Partisanentums betrachtet Schmitt den der Technik.
Ausgehend von der Tatsache, dass der moderne Partisan an den Fortschritten von Wissenschaft und Technik unmittelbar teilhat und in einem sich ständig verändernden Umfeld operiert, kommt Schmitt zu mehreren Folgerungen:
- Auch wenn er am grundsätzlich tellurischen Charakter des Partisanen weiter festzuhalten sucht, räumt er doch ein, dass die Steigerung der partisanischen Mobilität zu einer völligen „Entortung“ des einzelnen irregulären Kämpfers führen könne, so dass er seinen tellurischen Charakter verliere und „nur noch das transportable und auswechselbare Werkzeug einer mächtigen, Weltpolitik treibenden Zentrale“ sei, ein Techniker des unsichtbaren Kampfes in der Situation des Kalten Krieges.

- Vor dem Hintergrund der Verfügbarkeit nuklearer Massenvernichtungsmittel fragt Schmitt nach der Zukunft des Partisanen und entwickelt hierbei verschiedene Szenarien:
  - Das erste, rein technisch-optimistische einer technisch durchorganisierten Welt ohne die „alten, feudal-agrarischen Formen und Vorstellungen von Kampf und Krieg und Feindschaft“, in dem der Partisan sich aufgrund tiefgreifender struktureller Wandlungen einfach überlebt hätte, lehnt er ab. Der Grund dieser Ablehnung ist zum einen Schmitts negative Anthropologie, zum anderen die Annahme, dass es dem Partisanen gelingen werde, sich seiner gewandelten technisch-industriellen Umwelt anzupassen und zu einer neuen Form des irregulären Kämpfers weiterzuentwickeln. Diese neue Form kennzeichnet Schmitt mit dem Begriff des Industriepartisanen. Im Rahmen seines Fortschrittspessimismus zeigt er die Möglichkeit auf, dass sich ein solcher Industriepartisan modernster konventioneller wie nichtkonventioneller Vernichtungsmittel bemächtigen könnte. Das atomare Gleichgewicht der Weltmächte ermögliche den Massenvernichtungsmittel einsetzenden irregulären Kämpfer, der in einem begrenzten, in Umfang und Intensität durch die Weltmächte kontrollierten Rahmen weiterhin irregulär tätig würde.
  - In seinem radikalpessimistischen Tabula-rasa-Szenario entwickelt Schmitt als logische Konsequenz seines vorherigen Gedankens die Notwendigkeit, schon jetzt den post-atomaren Kämpfer auszubilden, der nach einem Atomkrieg in der Lage sei, in der von Bomben verwüsteten Zone sofort die Bombentrichter zu besetzen und das zerstörte Gebiet zu okkupieren. In Anspielung auf seine Nomos-Theorie stellt Schmitt fest, dass „[...] eine neue Art von Partisan der Weltgeschichte ein neues Kapitel mit einer neuen Art von Raumnahme hinfügen“ könne. Den zu seiner Zeit aktuell werdenden Raumfahrtwettlauf der beiden Supermächte nutzt er, um seine Nomos-Überlegungen in den interplanetarischen Raum auszuweiten und die theoretische Möglichkeit zukünftiger Kosmopartisanen aufzuzeigen.

### Der interessierte Dritte
Als interessierte Dritte bezeichnet Schmitt Mächte, die sich indirekt an Kriegen beteiligen, Stellvertreterkriege führen oder Konflikte fördern und militärisch unterstützen. Dies wird mit zunehmender Abhängigkeit des Partisanen von modernen technisch-industriellen Kriegsmitteln bedeutsamer. Der interessierte Dritte kann sein Interesse unter Umständen wieder verlieren, wenn seine politischen Ziele erreicht sind. Schmitt greift auf die Darstellung von Rolf Schroers zurück, Der Partisan – Ein Beitrag zur politischen Anthropologie (1961). Der Partisan werde von der fortwährenden Hilfe eines Verbündeten abhängig. Dieser sei technisch und industriell imstande, ihn mit den neuesten Waffen und Maschinen zu versorgen und zu entwickeln. 
Die autochthonen Verteidiger des heimatlichen Bodens, die pro aris et focis starben, die nationalen und patriotischen Helden, die in den Wald gingen, alles, was gegenüber der fremden Invasion die Reaktion einer elementaren, tellurischen Kraft war, ist inzwischen unter eine internationale und übernationale Zentralsteuerung geraten, die hilft und unterstützt, aber nur im Interesse eigener, ganz anders gearteter, weltaggressiver Ziele, und die, je nachdem schützt oder im Stich lässt. Der Partisan hört dann auf, wesentlich defensiv zu sein. Er wird zu einem manipulierten Werkzeug weltrevolutionärer Aggressivität. Er wird einfach verheizt und um alles das betrogen, wofür er den Kampf aufnahm und worin der tellurische Charakter, die Legitimität seiner partisanischen Irregularität, verwurzelt war.

### Die totale Entwertung des Feindes vor dem Hintergrund suprakonventioneller Waffen
Nachdem er Lenins Kunstgriff zur Schaffung eines absoluten partisanischen Feindbildes als noch leicht durchschaubar deklariert hat, geht Schmitt am Ende seiner Abhandlung dazu über, den aus seiner Sicht geradezu zwingenden Grund dieses Vorgangs zu skizzieren. Schmitt sieht den eigentlichen Grund für den Wandel hin zum absoluten Feind und der daraus resultierenden Absoluten Feindschaft in den Kernwaffen, den absoluten Vernichtungswaffen des Atomzeitalters. Schmitt betont jedoch, dass es nicht die Vernichtungsmittel sind, die den anderen Menschen vernichten, sondern die Menschen, die sich dieser Mittel bedienen. Da es jedoch die verwendeten Waffen sind, die das Wesen des Kämpfers prägen, „supponiert die suprakonventionelle Waffe den suprakonventionellen Menschen“.
Die eigentliche Gefahr für die Menschheit liege jedoch nicht im Vorhandensein nuklearer Waffen oder einer dem Menschen innewohnenden Bosheit, sondern in einem unentrinnbaren moralischen Zwang:
Die Menschen, die jene Mittel gegen andere Menschen anwenden, sehen sich gezwungen, diese anderen Menschen, d. h. ihre Opfer und Objekte, auch moralisch zu vernichten. Sie müssen die Gegenseite als Ganzes für verbrecherisch und unmenschlich erklären, für einen totalen Unwert. Sonst sind sie eben selber Verbrecher und Unmenschen.
Wert und Unwert entfalten nach Schmitt ihre eigene Logik, und diese zwinge zu einer „immer neuen, immer tieferen Diskriminierung, Kriminalisierung und Abwertung bis zur Vernichtung allen lebensunwerten Lebens“ – der Vernichtung der Träger des Unwerts.
Schmitts Überlegungen zur Unausweichlichkeit eines zukünftigen nuklearen Schlagabtauschs münden in die Schlussfolgerung, dass im Laufe dieses Absturzes in den Abgrund der totalen Entwertung des Gegners neue Arten der absoluten Feindschaft entstehen würden: „Die Vernichtung wird dann ganz abstrakt und ganz absolut. Sie richtet sich überhaupt nicht mehr gegen einen Feind, sondern dient nur noch einer angeblich objektiven Durchsetzung höchster Werte, für die bekanntlich kein Preis zu hoch ist. Erst die Ableugnung der wirklichen Feindschaft macht die Bahn frei für das Vernichtungswerk einer absoluten Feindschaft.“

## Rezeption
Der Politologe Wolfgang Kraushaar vom Hamburger Institut für Sozialforschung meinte, Hans-Jürgen Krahl müsse Carl Schmitts Theorie des Partisanen rezipiert haben, wie sich aus den Kriterien und Abgrenzungen zur Definition des Guerilleros ergebe, die er gemeinsam mit Rudi Dutschke 1967 auf einer berühmten SDS-Delegiertentagung entwickelt hatte (sog. Organisationsreferat). Eine solche Orientierung linker Theoretiker an der von Schmitt 1963 publizierten Partisanentheorie ist in der Tat nicht unwahrscheinlich, hatte doch z. B. der Maoist Joachim Schickel in seinem 1970 erschienenen Buch Guerilleros, Partisanen – Theorie und Praxis ein „Gespräch über den Partisanen“ mit Carl Schmitt veröffentlicht und diesen als „einzig erreichbaren Autor“ bezeichnet, „der sich kompetent zum Thema geäußert hat“ (Schickel, Gespräche mit Carl Schmitt, 1993, S. 9).

## Zitat
„In einer Welt, in der sich die Partner auf solche Weise gegenseitig in den Abgrund der totalen Entwertung hineinstoßen, bevor sie sich physisch vernichten, müssen neue Arten der absoluten Feindschaft entstehen. Die Feindschaft wird so furchtbar werden, dass man vielleicht nicht einmal mehr von Feind oder Feindschaft sprechen darf und beides sogar in aller Form vorher geächtet und verdammt wird, bevor das Vernichtungswerk beginnen kann. Die Vernichtung wird dann ganz abstrakt und ganz absolut. Sie richten sich überhaupt nicht mehr gegen einen Feind, sondern dient nur noch einer angeblich objektiven Durchsetzung höchster Werte, für die angeblich kein Preis zu hoch ist. Erst die Ablehnung der wirklichen Feindschaft macht die Bahn frei für das Vernichtungswerk einer absoluten Feindschaft.“

– Carl Schmitt: Theorie des Partisanen, S. 95.